# 不安定の弧
不安定の弧（ふあんていのこ、arc of instability）とは、アフリカやバルカン半島から中東を通って、東南アジア、朝鮮半島に至る、帯状の紛争多発地域のこと。

## 概要
今日におけるアメリカの世界戦略は豊かな油田のあるアフリカ北部を「チャンスの弧」(arc of opportunity)と位置づけ、治安と経済が安定しているヨーロッパを「安定の弧」(arc of stability)としてそれぞれをアメリカの世界戦略基盤としてとらえるとともに、「不安定の弧」(arc of instability)を明示し、米軍による関与の強化を主張している。
アメリカ国防総省が2001年に発表した四年ごとの国防計画見直し（QDR2001) では、不安定の弧について次のような見解が示された。
1. 大規模な軍事衝突が起こりやすい
2. 力を伸ばす大国と衰退する大国が混在する
3. 豊富な資源をもつ軍事的な競争相手が出現する可能性がある
4. アメリカの基地や中継施設の密度が他の地域とくらべ低い地帯

## アメリカの見解
アメリカはこの国防見直しにおいて、世界に展開している米軍のトランスフォーメーションを進めている。
とりわけ、不安定の弧戦略に対しては極東における在日米軍・在韓米軍の編成を改め、極東における兵力を中東までのチョークポイントである南アジアにシフトするとともに、中東或いは石油資源の獲得の上で重要なアフリカ地域への重点化を進めている。
ちなみに、この不安定の弧戦略とはもともと、地政学ではイギリスの地理学者ハルフォード・マッキンダーが同地域のことを「危機の弧」(arc of crisis)と定義しており、このアメリカの戦略は地政学的観点に由来しているものと思われる。マッキンダーは海洋国家の対ユーラシア戦略をまとめたハートランド論を唱えた学者であり、マハン同様、アメリカの地政学に大いに影響を与えた人物である。この不安定の弧地帯はアメリカの同盟国日本にとっても経済活動における重要な通商ルートであるシーレーンがあり、日本にとっては貿易を中心とした船舶の航行上の安全、及び少資源国で海洋国家である日本のエネルギー補給上においても重要地域である。
この点において日米両国は不安定の弧地域の安定化において利害関係を共有する関係にあるといえる。こうしたことから、アメリカ政界の保守派や新保守主義(ネオコン)とよばれる新保守派層の中には日本の自衛隊による自主防衛力強化と不安定の弧地帯での重要影響事態において米軍の後方支援の役割を果たすよう求める声がとても大きい。

## 他国の見解
こうしたアメリカの世界戦略に対して、インドの首相マンモハン・シンは不安定の弧を繁栄の弧(arc of advantage)と定義し、安定かつ発展的なアジア形成に向けたアジアの共同体建設を提起している。
また、2006年11月、麻生太郎（当時外務大臣）は自国の外交政策として極東から、中央アジア、中東、欧州を含む広範な地域を「自由と繁栄の弧」ととらえ、ユーラシアの外周で民主主義の定着を推進する国家に対して、民主的なガバナンスの定着に必要な支援をしていくことを打ち出している（価値観外交）。